# Championnat d'Italie de rugby à XV 1955-1956
Navigation
Serie A 1954-1955 Serie A 1956-1957
Le Championnat d'Italie de rugby à XV 1955-1956 oppose les dix meilleures équipes italiennes de rugby à XV. Le championnat débute en 1955 et se termine en 1956. 
Pour la 5e saison consécutive, le tournoi se déroule sous la forme d'un championnat unique en matchs aller-retour. L'année suivante, une restructuration complète du championnat permettra à 29 équipes de participer.
Deux clubs ont été sponsorisés pour cette édition :  Trévise, désormais parrainé par la société Faema, et le Rugby Rho par Giudici Cellofane.
Trévise s'impose et remporte son 1er championnat, devenant ainsi la 6e équipe à inscrire son nom au palmarès.

## Équipes participantes
Les dix équipes sont les suivantes :
| - L'Aquila - Rugby Parme - Amatori Milan - Petrarca Padoue - Rugby Milano | - AS Roma - Rugby Rovigo - Faema Trévise - Rugby Rome - Rugby Rho |

## Résultats
| Rang | Club                | J  | V  | N | D  | Pm  | Pe  | Diff | Pts |
| ---- | ------------------- | -- | -- | - | -- | --- | --- | ---- | --- |
| 1    | Faema Trévise       | 18 | 12 | 3 | 3  | 144 | 31  | +113 | 27  |
| 2    | Rugby Parma (T)     | 18 | 12 | 1 | 5  | 158 | 73  | +85  | 25  |
| 3    | Petrarca Padoue     | 18 | 11 | 2 | 5  | 130 | 78  | +52  | 24  |
| 4    | AS Roma             | 18 | 9  | 3 | 6  | 100 | 75  | +25  | 21  |
| 5    | L'Aquila Rugby      | 18 | 8  | 4 | 6  | 84  | 77  | +7   | 20  |
| 6    | Rugby Milano        | 18 | 7  | 3 | 8  | 114 | 93  | +21  | 18  |
| 7    | Rugby Rovigo        | 18 | 8  | 2 | 8  | 126 | 112 | +14  | 16¹ |
| 8    | Rugby Rho           | 18 | 3  | 5 | 10 | 76  | 167 | -91  | 11  |
| 9    | Amatori Rugby Milan | 18 | 2  | 6 | 10 | 77  | 158 | -81  | 10  |
| 10   | Rugby Rome          | 18 | 2  | 3 | 13 | 93  | 188 | -95  | 7   |

¹Rovigo écope de 2 points de pénalité.
|  | Vainqueur (no 1)         |
|  | Relégué (no 10)          |
|  | T : tenant du titre 1955 |

Attribution des points :  victoire : 2, match nul : 1, défaite : 0.

## Vainqueur
| Entraîneur |                        |                                                           |
| Avants     | Pilier                 | Borelli, Bortoletto, Cerniato, Pattaro, Perrini, Vianello |
| Avants     | Talonneur              |                                                           |
| Avants     | Deuxième ligne         | Carnio, Erri, Perron II                                   |
| Avants     | Troisième ligne aile   |                                                           |
| Avants     | Troisième ligne centre |                                                           |
| Arrières   | Demi de mêlée          | Pin                                                       |
| Arrières   | Demi d'ouverture       | Carniato, Tracchi                                         |
| Arrières   | Centre                 | G. Biggi II, Feletto, Foglia, Peron I                     |
| Arrières   | Ailier                 | Fantin, Mestriner                                         |
| Arrières   | Arrière                | Pavin                                                     |